# Jeb Hensarling
Thomas Jeb Hensarling est un homme politique américain né le 29 mai 1957 à Stephenville (Texas). Il est le représentant républicain du 5e district du Texas à la Chambre des représentants des États-Unis de 2003 à 2019.

## Biographie
Après des études à l'université A&M du Texas et à l'université du Texas à Austin, Jeb Hensarling devient avocat. À la fin des années 1980, il travaille dans l'équipe du sénateur Phil Gramm, dont il était auparavant l'étudiant. Il dirige notamment son cabinet et plusieurs de ses campagnes. Il est par la suite homme d'affaires et consultant politique.
En 2002, il est candidat à la Chambre des représentants des États-Unis dans le 5e district du Texas, qui s'étend de Dallas vers le sud-est de l'État. Dans une circonscription favorable aux républicains, Hensarling est élu représentant avec 58,2 % des voix face au démocrate Ron Chapman. Il est depuis réélu tous les deux ans avec au moins 61 % des suffrages.
Candidat à sa réélection en 2016, il n'affronte aucun opposant ni au cours de la primaire républicaine, ni lors de l'élection générale. Le 31 octobre 2017, il annonce qu'il ne se représentera pas en 2018, évoquant notamment la fin de son mandat à la tête de la commission des services financiers.

## Positions politiques
Président de la commissions sur les services financiers de la Chambre des représentants, il souhaite déréguler le secteur et revenir sur le Dodd-Frank Act et la règle Volcker,.
Lors des primaires présidentielles de 2016, il soutient le sénateur texan Ted Cruz.